# 洪瑞憲
洪瑞憲（韓語：홍서헌，1945年12月31日—），北韓政治人物，任職金策工業綜合大學校長、最高人民會議代議員及朝鮮勞動黨中央委員會中央候補委員。

## 生平
洪瑞憲畢業於金策工業綜合大學，1997年4月開始出任該院校的校長。1998年，首次當選為最高人民會議的代議員，並被委任為預算審議委員會委員。1999年至2000年期間，成為朝俄和朝中親善委員會的委員長。2003年，連任為最高人民會議的代議員以及預算審議委員會的委員。2007年，獲金日成勛章。兩年後，第三度成為代議員及預算審議委員會的委員，並獲封為「院士」。2010年1月，他與隨行代表訪問美國的雪城大學，進行學術交流。同年9月，晉身黨中央委員會的候補委員名單之中。2011年12月，最高領導人金正日去世，洪瑞憲成為治喪委員會的委員之一。2014年3月，他再出任最高人民會議代議員一職。2019年，於當屆的最高人民會議選舉連任，並出任該會議的預算委員會委員。

## 資料來源
1. 1 2 3 4  .   [2014-05-10]. （原始内容存档于2019-08-16）.
2. ↑  "김책공대 홍서헌 총장 방미 일정 돌입" （页面存档备份，存于） Radia Free Asia 2010 1 26
3. ↑  . 統一新聞. 2019-03-12  [2019-03-13]. （原始内容存档于2019-03-13） （韩语）.
4. ↑  . 勞動新聞. 2019-04-12  [2019-04-12]. （原始内容存档于2019-04-12） （中文）.